# Teoria del primo ordine
Nella logica matematica, una teoria del primo ordine (o calcolo dei predicati) è un particolare sistema formale, cioè una teoria formale, in cui è possibile esprimere enunciati e dedurre le loro conseguenze logiche in modo del tutto formale e meccanico. La teoria del prim'ordine estende di fatto la logica proposizionale con l'introduzione di quantificatori esistenziali e universali, predicati, funzioni, variabili e costanti, che apportano maggiore potenza espressiva al calcolo dei predicati.
Come per la logica proposizionale, la teoria del primo ordine può essere scissa in due parti separate:
- la sintassi, che definisce il vocabolario simbolico di base e le regole per la costruzione di enunciati complessi,
- la semantica, che interpreta questi enunciati come espressione delle relazioni tra gli elementi di un dominio, aggregati mediante un assegnamento.

Un predicato è un'espressione linguistica che può essere collegata a uno o più elementi del dominio per formare una frase. Ad esempio, nella frase "Marte è un pianeta", l'espressione "è un pianeta" è un predicato che è legato al nome (un simbolo costante) "Marte" per formare una frase. Nella frase "Giove è più grande di Marte", l'espressione "è più grande di" è un predicato che collega i due nomi, "Giove" e "Marte", per formare una frase.
In logica matematica, quando un predicato è legato a un'espressione, si dice che esprime una proprietà (come la proprietà di essere un pianeta nell'esempio precedente), e quando è legato a due o più espressioni, si dice che esprime una relazione (come la relazione per un pianeta di essere più grande di un altro). Così è  ragionare su affermazioni come "Ogni x è bello" e "Esiste un x tale che per ogni y, x è amico di y", che simbolicamente è espresso dalla formula: {\displaystyle \exists x|\forall y~\mathrm {amico} (x,y)}.
Va  notato che la teoria del primo ordine non contiene in sé nessuna relazione specifica (come una relazione d'ordine, inclusione o uguaglianza).

## Definizione
Gli elementi che definiscono una teoria del primo ordine sono:
- un alfabeto, ovvero un insieme finito di simboli,
- un linguaggio del primo ordine, costituito da un insieme di formule ben formate che rappresentano enunciati di senso compiuto,
- un insieme di assiomi logici, cioè un insieme di formule che esprimono le relazioni logiche relative ai connettivi logici e ai quantificatori,
- un insieme di assiomi propri, che stabiliscono alcune relazioni fondamentali tra gli oggetti della teoria non deducibili dagli assiomi logici (come l'assioma "per due punti passa una e una sola retta"),
- un insieme di regole di inferenza, che stabiliscono quando una formula è una conseguenza logica di altre formule.

Esempi di teorie del primo ordine sono l'aritmetica di Peano, l'aritmetica di Robinson, la teoria degli insiemi di Zermelo-Fraenkel.

## Dimostrazioni formali
Una dimostrazione di una formula {\displaystyle \varphi } in una teoria del primo ordine T è una sequenza ordinata di formule 
{\displaystyle (\varphi _{1},\varphi _{2},...,\varphi _{n})}
tale che
- {\displaystyle \varphi _{n}=\varphi }
- ogni formula {\displaystyle \varphi _{i}} o è un assioma di T o è deducibile da una o più formule ad essa precedenti mediante una regola di inferenza.

Una formula che ha una dimostrazione formale in T si dice dimostrabile o derivabile. Se la formula {\displaystyle \varphi } è dimostrabile in T si usa la notazione
{\displaystyle \vdash _{T}\varphi }
o semplicemente
{\displaystyle \vdash \varphi }
se la teoria di riferimento è evidente dal contesto.

## Proprietà sintattiche
Una teoria del primo ordine T si dice:
- sintatticamente completa se per ogni formula {\displaystyle \varphi } si ha

{\displaystyle \vdash _{T}\varphi } oppure {\displaystyle \vdash _{T}\neg \varphi }
- sintatticamente coerente se non esiste nessuna formula {\displaystyle \varphi } per cui si ha

{\displaystyle \vdash _{T}\varphi } e contemporaneamente {\displaystyle \vdash _{T}\neg \varphi }